# Мадър Лав Боун
Мадър Лав Боун е гръндж рок група от Сиатъл, щата Вашингтон.

## История
Основана през 1988 г. от бившите членове на гръндж пионерите Green River (Стоун Гоусард, Джеф Еймънт и Брус Феъруедър), барабаниста Грег Гилмор и бившия вокал на Malfunkshun Андрю Уд.
Първия им запис заедно, Shine, е първия продукт на Сиатълската гръндж сцена, излязъл под голям лейбъл (Mercury Records) и бързо се разпродава, обещавайки добро бъдеще на бандата. През 1989 те се завръщат в студиото, този път в Сан Франсиско и записват (по-късно легендарния) албум Apple, насрочен за излизане през 1990 г. Химията между музикантите, както и способността на Андрю Уд да улови лирически по-късно превърналите се в емблематични за грънджа проблеми на поколението „X“ – гняв, апатия, депресия, самота, страх и погубена надежда – завишават очакванията и повдигат надеждата, че музиката на Сиатъл най-сетне ще бъде чута по света. Но ден преди излизането на Apple, вокалистът на групата, който преди време се е отдал на хероина, получава свръхдоза. След няколко дни в кома, Андрю Уд умира на 19 май 1990 година, на 24-годишна възраст. Смъртта му обрича групата, както и комерсиалния успех на албума. Mother Love Bone, най-обещаващата Сиатълска гръндж група на времето си, се разпада през 1990. Членовете ѝ тръгват по различни пътища. Госард и Еймънт основават легендарната група Pearl Jam. Вместо Mother Love Bone, в популяризатори на грънджа се превръщат Nirvana, заради размазващо успешния си албум Nevermind.
В годините на успеха на грънджа в мейнстрийма (приблизително 1990 – 1997), групата потъва в забрава, подобно на другите пионери на стила, Green River, но по-късно е преоткрита от по-широк кръг фенове и поетическия гений на Андрю Уд блясва пред тях, десетилетие след смъртта му. Днес той се радва на почти митичен статус сред верните почитатели на гръндж музиката, заедно с Кърт Кобейн (Nirvana) и Лейн Стейли (Alice In Chains).
За една от най-емблематичните песни на Mother Love Bone се смята меланхоличната балада Chloe Dancer (Crown Of Thorns), показваща групата в най-неподправения ѝ вид и изключителната поезия на фронтмена ѝ. Въпреки краткото си съществуване, Mother Love Bone остава изключително влиятелна, макар и непопулярна. Те правят най-изчистен гръндж, години преди някой извън Сиатъл да е подозирал за потенциала на стила и невероятната му сила и значение за едно цяло поколение.

## Членове на групата
- Андрю Уд – вокалист, китара
- Стоун Гоусард – китара
- Джеф Еймънт – бас
- Брус Феъруедър – китара
- Грег Гилмор – барабани

## Дискография

### Студийни албуми
- Apple (1990)